# Grabstein der Fledimella

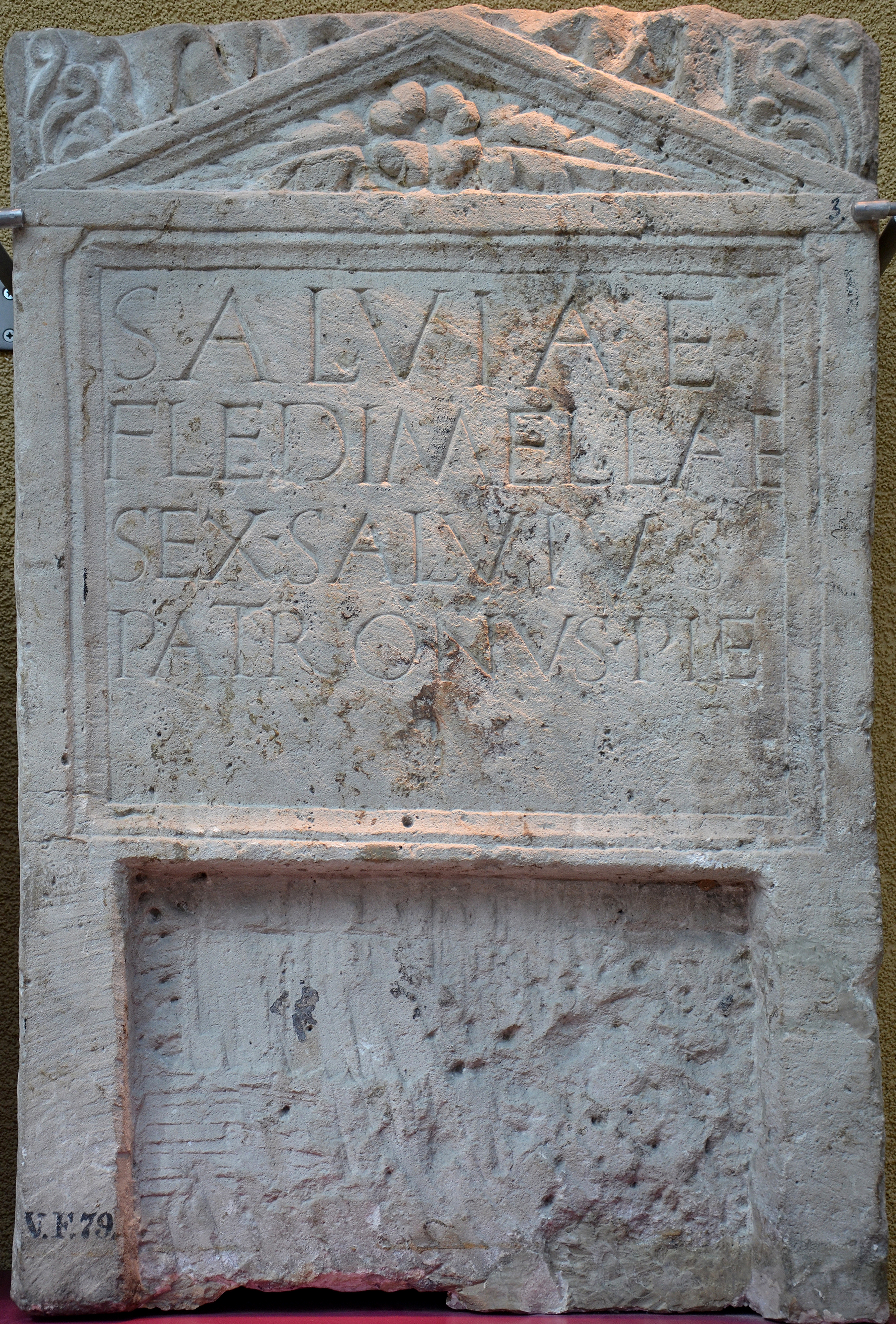

Der Grabstein der Fledimella ist ein römischer Grabstein für eine germanische Sklavin (serva) aus dem 2. Jahrhundert aus dem antiken Fectio in der Provinz Germania inferior, beim heutigen Utrechter Vorort Bunnik-Vechten in den Niederlanden.

## Auffindung
Der Grabstein wurde 1867 mit zwei weiteren Inschriften tragenden Steinen (Weihesteine für die „Matres Noricum“ und die Göttin Viradecdis) bei Schanzarbeiten zur neuen militärischen Befestigung der Stadt Utrecht gefunden. Der Fundort liegt in der Gemarkung „Houtense Vlakte“ bei Vechten in räumlicher Nähe des heutigen Fort Vechten. Nach der Auffindung wurde der Stein ins Rijksmuseum van Oudheden in Leiden überführt, wo er erstbeschrieben und publiziert wurde. Dort wird er unter der Inventarnummer VF 79 ausgestellt.

## Beschreibung und Inschrift
Der heute 80 cm hohe Stein ist 55 cm breit und hat eine Dicke von 20 cm. Er ist aus Kalkstein sauber und akkurat gefertigt. Der Erhaltungszustand ist gut, lediglich der sauber abgeschlagene Sockel fehlt. Möglicherweise wurde er in der  Merowingerzeit als Spolie verwandt und wie viele der steinernen römischen Hinterlassenschaften als Baumaterial genutzt. Über der Linie des fehlenden Sockels befindet sich eine 4 cm tiefe ungenutzte rechteckige Freifläche, möglicherweise für die Aufnahme eines Flachreliefs. Darüber folgt die fein gerahmte, wohlproportioniert rechteckige Inschriftentafel mit sauberen und klaren, elegant gehauenen Buchstaben der Schriftart Capitalis monumentalis. Einzig das letzte E der Dativendung des Namens der Fledimella berührt aus Platzmangel das Profil der Rahmung deutlich. Bekrönt wird das Inschriftenfeld von einem Giebel mit zentralem Blüten- und Blattdekor, der – nach hinten abgesetzt – zu beiden Seiten von weiterer Blattornamentik gerahmt wird.
Salviae

Fledimellae

Sex(tus) Salvius

patronus pie (posuit oder fecit)

„Der Salvia Fledimella (hat ihr) Patron, Sextus Salvius, (diesen Stein) mit Ehrfurcht gesetzt.“
Der Inschrift nach handelt es sich bei der Fledimella um eine freigelassene Germanin, die für den Stifter des Steins, Sextus Salvius, eine besondere und wichtige Person war. Wie es für Freigelassene üblich war, trug Fledimella den Gentilnamen ihres ehemaligen Herrn, dem sie ihren germanischen Rufnamen als cognomen anhängte.

## Name
Der Name Fledimella entspricht dem geläufigen Muster zweigliedriger germanischer Voll- oder Personennamen. Das Erstglied der beiden Namen Fledi- entspricht mittelhochdeutschem vlāt für „Sauberkeit, Schonheit“', einem Ti-Abstraktum zu dem mhd. Verb *vlæ(je)n = „säubern“, wie es im neuhochdeutschen Adjektiv „unflätig“ enthalten ist. Für das Zweitglied liegen konkurrierende etymologische Erklärungen vor (siehe Harimella). Norbert Wagner geht davon aus, dass sowohl bei Fledimella als auch Harimella das germanische *maþla im Zweitglied vorliegt und gerade für Fledimella, in Verbindung mit dem Erstglied mit der übertragenen Bedeutung von Schönheit, das Zweitglied nicht mit den älteren Deutungen, wie beispielsweise Rudolf Muchs als schnee(weiß), zusammengehen kann. Wagner sieht in der Namensbildung vielmehr eine Umkehrung der Glieder als eine Erscheinung des Vulgärlateinischen und postuliert als Ausgangsform ein germanisches *Maþla-flēdiz. Dies vergleicht er mit den Belegen der Merofled, Ehefrau, und Berthefled, Tochter des Charibert I., sowie weiteren (epigraphischen) Belegen.